# Hans Böhm (le timbalier de Niklashausen)

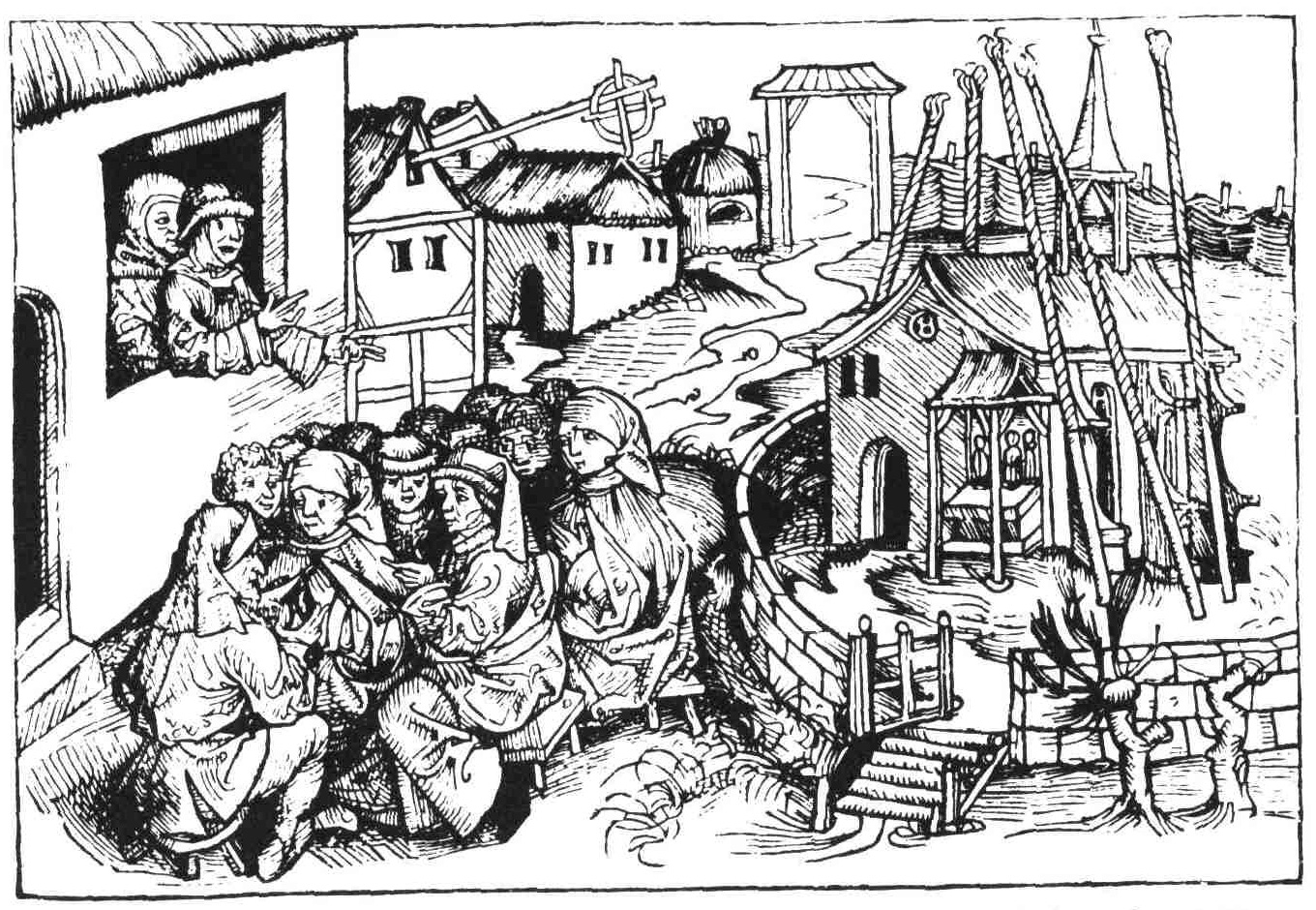
La prédication d'Hans Böhm dans la Chronique universelle d'Hartmann Schedel (1493)

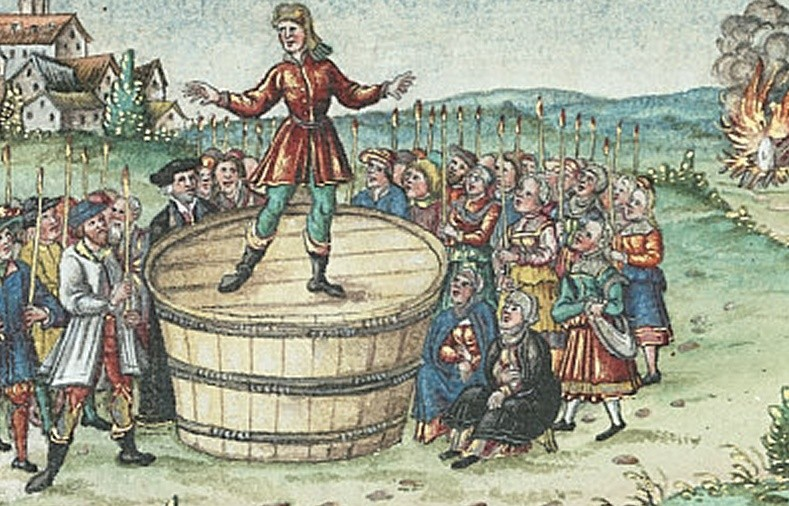
La prédication d'Hans Böhm dans la Chronique des évêques de Wurtzbourg de Lorenz Fries (milieu du XVIe siècle)

Hans Böhm ou Hans Behem, dit le timbalier (Pauker) de Niklashausen, ou le flûtiste (Pfeifer) de Niklashausen, ou Hannes le flûtiste (Pfeiferhannes), Hänslein le flûtiste (Pfeiferhänslein), ou Henselins, était un berger et musicien, né vers 1458 à Helmstadt, qui devint prédicateur et initiateur du "pèlerinage de Niklashausen" de 1476, et qui fut exécuté le 19 juillet 1476 à Wurtzbourg.
À partir du printemps 1476, Hans Böhm, jusque-là obscur berger, appela à venir en pèlerinage à Niklashausen, promettant aux pèlerins, au nom de la Vierge Marie, une rémission complète de leurs péchés. Par ailleurs, il prophétisait l'égalité entre tous les hommes, la propriété collective, et que le jugement de Dieu punirait la vanité et l'avidité des princes et du haut clergé. Ses auditeurs le surnommèrent "le saint jouvenceau" (Heiliger Jüngling) et "le prophète", et en trois mois il est supposé avoir attiré 70 000 pèlerins, mouvement de masse qui inquiétait les autorités civiles et religieuses. Finalement, sur ordre de l'évêque de Wurtzbourg Rodolphe II de Scherenberg, Hans Böhm fut arrêté, condamné à mort pour hérésie après une procédure rapide, et connut le supplice du bûcher à Wurtzbourg le 19 juillet 1476, ce qui provoqua des troubles dans la population rurale.